# Zweden op het Eurovisiesongfestival 2001
Zweden nam deel aan het Eurovisiesongfestival 2001 in Kopenhagen, de hoofdstad van Denemarken. Het was de 41ste deelname van het land op het Eurovisiesongfestival. De selectie verliep via het jaarlijkse Melodifestival, dat plaatsvond op 23 februari 2001. SVT was verantwoordelijk voor de Zweedse bijdrage voor de editie van 2001.

## Selectieprocedure
Melodifestival 2001 was de 40ste editie van de liedjeswedstrijd die de Zweedse deelnemer voor het Eurovisiesongfestival oplevert. Er werden 1394 liedjes ingezonden. Friends won met het nummer Listen to your heartbeat. Het nummer werd beschuldigd van plagiaat. Het zou grote gelijkenissen vertonen met Liefde is een kaartspel van Lisa del Bo, de Belgische inzending van het Eurovisiesongfestival 1996. Eerst werd het plagiaat ontkend, maar nadat SABAM dreigde met een rechtszaak, werd een minnelijke schikking overeengekomen.

### Uitslag
| Nr. | Artiest          | Lied                    | Songwriters                                          | Ptn  | Ptn     | Ptn    | Plaats |
| Nr. | Artiest          | Lied                    | Songwriters                                          | Jury | Publiek | Totaal | Plaats |
| --- | ---------------- | ----------------------- | ---------------------------------------------------- | ---- | ------- | ------ | ------ |
| 1   | Teresia          | Kom ner på jorden       | Rune Gardell                                         | 25   | -       | 25     | 8ste   |
| 2   | Jan Johansen     | Ingemansland            | Ingela 'Pling' Forsman, Bobby Ljunggren              | 63   | 44      | 107    | 4de    |
| 3   | Date             | Om du förlåter mig      | Sofia Lagerström, Henrik Sethsson                    | 35   | 22      | 57     | 6de    |
| 4   | Rosanna Jönis    | Om du var här hos mig   | Mattias Reimer och Lars Edvall                       | 2    | 11      | 13     | 10de   |
| 5   | Barbados         | Allt som jag ser        | Marcos Ubeda, Ulf Georgsson, Lars 'Dille' Diedricson | 82   | 110     | 192    | 2de    |
| 6   | Sanna Nielsen    | Igår, idag              | Bert Månson                                          | 84   | 88      | 172    | 3de    |
| 7   | Annie Kratz-Gutå | Vända om                | Tony Malm, Annie Kratz-Gutå, Farhad Zand             | 29   | -       | 29     | 7de    |
| 8   | Friends          | Lyssna till ditt hjärta | Thomas G:son, Henrik Sethson                         | 105  | 132     | 237    | 1ste   |
| 9   | Popson           | Jag känner dig          | Lars Benckert, Petter Gunnarsson                     | 23   | -       | 23     | 9de    |
| 10  | Ellinor Franzén  | Om du stannar här       | Tony Malm, Ellinor Franzén                           | 25   | 66      | 91     | 5de    |

#### Jurering
| Lied                    | Luleå | Umeå) | Sundsvall | Falun | Stockholm | Karlstad | Örebro | Norrköping | Växjö | Göteborg | Malmö | Totaal |
| ----------------------- | ----- | ----- | --------- | ----- | --------- | -------- | ------ | ---------- | ----- | -------- | ----- | ------ |
| Kom ner på jorden       | 4     | -     | 1         | 1     | 2         | 4        | 1      | 4          | 6     | -        | 2     | 25     |
| Ingemansland            | 6     | 8     | 6         | 6     | 6         | 2        | 8      | 12         | 2     | 6        | 1     | 63     |
| Om du förlåter mig      | 2     | -     | 12        | 2     | 1         | 6        | 4      | -          | -     | 2        | 6     | 35     |
| Om du var här hos mig   | -     | -     | -         | -     | -         | -        | -      | -          | 1     | 1        | -     | 2      |
| Allt som jag ser        | 10    | 4     | 8         | 10    | 12        | 8        | 6      | 2          | 8     | 4        | 10    | 82     |
| Igår, idag              | 8     | 12    | 4         | 4     | 4         | 12       | 12     | 8          | -     | 12       | 8     | 84     |
| Vända om                | -     | 2     | -         | -     | 8         | 1        | 2      | -          | 12    | -        | 4     | 29     |
| Lyssna till ditt hjärta | 12    | 10    | 10        | 12    | 10        | 10       | 10     | 1          | 10    | 8        | 12    | 105    |
| Jag känner dig          | 1     | 6     | -         | -     | -         | -        | -      | 6          | -     | 10       | -     | 23     |
| Om du stannar här       | -     | 1     | 2         | 8     | -         | -        | -      | 10         | 4     | -        | -     | 25     |

#### Televotes
| Lied                    | Jury | Aantal televotes | Ptn | Totaal |
| ----------------------- | ---- | ---------------- | --- | ------ |
| Kom ner på jorden       | 25   | 14 631           | -   | 25     |
| Ingemansland            | 63   | 20 244           | 44  | 107    |
| Om du förlåter mig      | 35   | 17 870           | 22  | 57     |
| Om du var här hos mig   | 2    | 17 107           | 11  | 13     |
| Allt som jag ser        | 82   | 82 799           | 110 | 192    |
| Igår, idag              | 84   | 64 903           | 88  | 172    |
| Vända om                | 29   | 11 499           | -   | 29     |
| Lyssna till ditt hjärta | 105  | 96 380           | 132 | 237    |
| Jag känner dig          | 23   | 7 559            | -   | 23     |
| Om du stannar här       | 25   | 24 416           | 66  | 91     |

## In Kopenhagen
In Denemarken moest Zweden optreden als 7de, net na Rusland en voor Litouwen. Aan het einde van de puntentelling was gebleken dat Zweden 5de geworden met een totaal van 100 punten.
België en Nederland hadgeen punten over voor deze inzending.

### Gekregen punten

#### Finale
| 12 punten                   | 10 punten    | 8 punten                                                   | 7 punten                                     | 6 punten  |
| --------------------------- | ------------ | ---------------------------------------------------------- | -------------------------------------------- | --------- |
|                             | - Denemarken | - Ierland - Israël - Malta - Turkije - Verenigd Koninkrijk | - Estland - IJsland                          | - Letland |
| 5 punten                    | 4 punten     | 3 punten                                                   | 2 punten                                     | 1 punt    |
| - Polen - Portugal - Spanje | - Kroatië    | - Bosnië en Herzegovina                                    | - Frankrijk - Litouwen - Noorwegen - Rusland |           |

### Punten gegeven door Zweden

#### Finale
Punten gegeven in de finale:
| 12 punten | Griekenland           |
| 10 punten | Denemarken            |
| 8 punten  | Estland               |
| 7 punten  | Slovenië              |
| 6 punten  | Frankrijk             |
| 5 punten  | Spanje                |
| 4 punten  | Bosnië en Herzegovina |
| 3 punten  | Malta                 |
| 2 punten  | Polen                 |
| 1 punt    | Litouwen              |